# Alte Warth
Der Berg Alte Warth, ist ein 435,5 m ü. NHN hoher teilweise bewaldeter Berg in der östlichen Flur Gumpelstadt der Kreisstadt Bad Salzungen im Wartburgkreis und gehört zum Thüringer Wald. Auf Grund einer geringen Schartentiefe muss die Alte Warth als ein Ausläufer des Großen Krötenkopfs (457 m ü. NHN) angesehen werden.
Der Berg Alte Warth hat eine große Bedeutung für den Tourismus im Wartburgkreis. Seit den 1960er Jahren ist die Alte Warth auch durch das dort befindliche Motorsport-Gelände bekannt geworden, in der DDR-Zeit waren die Motor-Cross-Veranstaltungen ein Publikumsmagnet. Nach der Wende wurden die Belange des Freizeitsports zu Gunsten der Natur aufgegeben. Die zahlreichen seltenen Pflanzen und Tierarten hatten die Einbeziehung in das FFH-Gebiet 169 (Schweinaer Grund, Zechsteingürtel um Bad Liebenstein) zur Folge. Vor Ort entstand eine Forschungsstation mit angeschlossenem Informationszentrum des Naturparks Thüringer Wald. Der Berg kann auch als Ausgangspunkt zur Erkundung der reizvollen Landschaft am Südrand des Thüringer Waldes bei Schweina genutzt werden.
Eine Gruppe von bronzezeitlichen Hügelgräbern befindet sich am Waldrand und markiert die einsetzende Besiedlung des Gebietes. Nach der Überlieferung wurde der Berg im Mittelalter als Wachstelle genutzt, er ermöglichte einen weiten Blick über den Moorgrund bis zur Burg Frankenstein. Ebenso deutliche Spuren hinterließ der Bergbau, an der Kisselstraße erkennt man ausgedehnte Pingenfelder die mit dem Schweinaer Kupferbergbau in Zusammenhang stehen.

## Naturschutz
Das 86,1 ha große Naturschutzgebiet Alte Warth wurde im Jahr 1995 mit der NSG-Nr. 144 unter Naturschutz gestellt.